# Бокс-Каньйон (Техас)
Бокс-Каньйон (англ. Box Canyon) — переписна місцевість (CDP) в США, в окрузі Вал-Верде штату Техас. Населення — 29 осіб (2020).

## Географія
Бокс-Каньйон розташований за координатами 29°32′1″ пн. ш. 101°9′31″ зх. д. / 29.53361° пн. ш. 101.15861° зх. д. (29.533512, -101.158610).  За даними Бюро перепису населення США в 2010 році переписна місцевість мала площу 3,74 км², уся площа — суходіл.

## Демографія
Згідно з переписом 2010 року, у переписній місцевості мешкали 34 особи в 19 домогосподарствах у складі 10 родин. Густота населення становила 9 осіб/км².  Було 117 помешкань (31/км²).
Расовий склад населення:
| - 100,0 % — білих |

До двох чи більше рас належало 0,0 %. Частка іспаномовних становила 44,1 % від усіх жителів.
За віковим діапазоном населення розподілялося таким чином: 5,9 % — особи молодші 18 років, 61,7 % — особи у віці 18—64 років, 32,4 % — особи у віці 65 років та старші. Медіана віку мешканця становила 59,0 року. На 100 осіб жіночої статі у переписній місцевості припадало 112,5 чоловіків;  на 100 жінок у віці від 18 років та старших — 128,6 чоловіків також старших 18 років.
Цивільне працевлаштоване населення становило 0 осіб. 